# 오태곤
오태곤(呉太坤, 1991년 11월 18일 ~ )은 KBO 리그 SSG 랜더스의 외야수, 내야수, 지명타자이다. 개명 전 이름은 '오승택(吳承澤)'이다. 그의 사촌 형은 전 KBO 리그 롯데 자이언츠의 투수인 오현택이다.

## 롯데 자이언츠시절
2010년에 입단하였다.

## 경찰 야구단시절
2011년 시즌 후에 입단하였다.

## 롯데 자이언츠복귀
2014년 KIA 타이거즈전에서 최영필을 상대로 데뷔 첫 홈런을 쳐 냈다. 2015년 5월 23일 LG전에서 3연타석 홈런을 쳐 냈다. 2017년 4월 8일 LG전에서 진해수를 상대로 끝내기 홈런을 쳐 내며 LG 트윈스를 상대로 찬스에서 강한 면모를 보였다.

## kt 위즈시절
2017년 4월 18일, 당시 롯데 자이언츠 소속이었던 그와 배제성, kt 위즈 소속이었던 장시환, 김건국과 2:2 트레이드를 통해 이적하였다. 2018년부터 외야수로도 활동했다.

## SK 와이번스&SSG 랜더스시절
2020년 8월 13일, 당시 SK 와이번스 소속이었던 이홍구와 1:1 트레이드를 통해 이적했다. 2022년 11월 24일 계약 기간 4년, 계약금 6억, 연봉 10억, 옵션 2억 등 총액 18억원에 FA 계약을 체결하며 잔류했다.

## 배우자
- '박재헌' (2011년 ~ 현재)

## 출신 학교
- 서울쌍문초등학교
- 서울 신월중학교
- 서울 청원고등학교

## 주요 기록
- 2015년 5월 23일 LG 트윈스전에서 통산 39번째 3연타석 홈런을 기록했고, 역대 한 경기 최다 루타 타이 기록인 16루타를 기록했다.

## 통산 기록
| 연도 | 팀명   | 타율  | 경기 | 타수 | 득점 | 안타 | 2루타 | 3루타 | 홈런 | 루타 | 타점 | 도루 | 도실 | 볼넷 | 사구 | 삼진 | 병살 | 실책 |
| ---- | ------ | ----- | ---- | ---- | ---- | ---- | ----- | ----- | ---- | ---- | ---- | ---- | ---- | ---- | ---- | ---- | ---- | ---- |
| 2011 | 롯데   | 0.000 | 1    | 1    | 0    | 0    | 0     | 0     | 0    | 0    | 0    | 0    | 0    | 0    | 0    | 0    | 0    | 0    |
| 2014 | 롯데   | 0.244 | 57   | 45   | 10   | 11   | 3     | 0     | 1    | 17   | 5    | 2    | 1    | 5    | 0    | 18   | 0    | 3    |
| 2015 | 롯데   | 0.275 | 122  | 327  | 57   | 90   | 18    | 1     | 8    | 134  | 43   | 15   | 4    | 17   | 4    | 100  | 9    | 16   |
| 2016 | 롯데   | 0.260 | 42   | 123  | 17   | 32   | 6     | 0     | 3    | 47   | 7    | 6    | 2    | 12   | 0    | 37   | 5    | 2    |
| 2017 | kt     | 0.283 | 135  | 374  | 53   | 106  | 29    | 1     | 9    | 164  | 42   | 15   | 9    | 16   | 6    | 93   | 7    | 10   |
| 2018 | kt     | 0.254 | 128  | 342  | 55   | 87   | 17    | 2     | 12   | 144  | 39   | 13   | 8    | 24   | 4    | 92   | 7    | 2    |
| 2019 | kt     | 0.250 | 123  | 352  | 63   | 88   | 16    | 1     | 6    | 124  | 35   | 19   | 2    | 31   | 4    | 78   | 8    | 9    |
| 2020 | SK     | 0.274 | 94   | 234  | 36   | 64   | 12    | 1     | 5    | 93   | 35   | 15   | 6    | 13   | 7    | 47   | 6    | 2    |
| 2021 | SSG    | 0.268 | 122  | 235  | 47   | 63   | 10    | 0     | 9    | 100  | 35   | 9    | 4    | 14   | 2    | 52   | 4    | 3    |
| 2022 | SSG    | 0.232 | 130  | 263  | 48   | 61   | 14    | 1     | 4    | 89   | 23   | 11   | 4    | 15   | 9    | 68   | 3    | 1    |
| 2023 | SSG    | 0.239 | 123  | 272  | 37   | 65   | 14    | 1     | 7    | 102  | 28   | 20   | 1    | 18   | 4    | 67   | 6    | 6    |
| 2024 | SSG    | 0.275 | 117  | 247  | 43   | 68   | 16    | 0     | 9    | 111  | 36   | 27   | 4    | 31   | 1    | 73   | 4    | 4    |
| 통산 | 12시즌 | 0.261 | 1194 | 2815 | 466  | 735  | 155   | 8     | 73   | 1125 | 328  | 152  | 45   | 196  | 41   | 725  | 59   | 58   |